# Rok růžence
Rok růžence bylo období zavedené v katolické církvi od října 2002 do října 2003. Vyhlásil ho papež Jan Pavel II. na podporu rozjímání o významu svatého růžence.
Oficiální vyhlášení roku bylo provedeno v textu apoštolského listu Rosarium Virginis Mariae (úvod, č. 3).